# Ersin Veli
Ersin Veli (* 2. April 1982 in Düzce) ist ein türkischer ehemaliger Fußballspieler.

## Karriere
Veli begann in der Jugend von Üsküdar Anadolu SK mit seiner Vereinskarriere und wurde 2000 mit einem Profivertrag versehen in die Profimannschaft aufgenommen. Bei dem damaligen Drittligisten fand er schnell Zugang zur Mannschaft und absolvierte in seiner ersten Saison vier Ligabegegnungen. Bereits zum Ende seiner ersten Saison wurde er vom Ligakonkurrenten und dem Verein seiner Geburtsstadt Düzcespor abgeworben. Nach einem Jahr bei diesem Verein zog er weiter zu Fethiyespor.
Die nachfolgenden Jahre spielte er für diverse Teams der TFF 2. Lig und der TFF 1. Lig. Dabei gewann er mit Diyarbakırspor am Ende der Saison 2008/09 die Vizemeisterschaft der TFF 1. Lig und damit den direkten Aufstieg in die Süper Lig. Trotz dieses Erfolges wurde sein auslaufender Vertrag nicht verlängert, sodass er diesen Verein verlassen musste. Zur Saison 2009/10 wechselte er in die rumänische Liga 1 zu Ceahlăul Piatra Neamț und spielte hier die Hinrunde der Saison.
Nachdem er bei Ceahlăul Piatra Neamț in der Hinrunde nur in zwei Spielen eingesetzt worden war, trennte er sich in gegenseitigem Einvernehmen von diesem Verein und kehrte in die Türkei zurück. Hier heuerte er beim Zweitligisten Samsunspor an und etablierte sich sofort als Stammspieler. Wie mit Diyarbakırspor zwei Jahre zuvor, gewann er auch mit Samsunspor zum Ende der Saison 2010/11 die Vizemeisterschaft der TFF 1. Lig und damit den direkten Aufstieg in die Süper Lig. Nach dem Aufstieg blieb er bei Samsunspor, wurde aber vom Trainer Vladimir Petković nicht eingesetzt. So verließ er zur Rückrunde den Verein und heuerte bei seinem alten Verein an, dem Zweitligisten Giresunspor. Nachdem man mit diesem Verein zum Saisonende den Klassenerhalt verpasst hatte, trennte sich Veli von diesem Klub.
Im Sommer 2012 wechselte er zum Zweitligisten Karşıyaka SK. Kurz vor Ende der Sommertransferperiode 2013 wechselte Veli zum Drittligisten Eyüpspor. Als er in der Winterpause 2013/14 ein Angebot vom Zweitligisten TKİ Tavşanlı Linyitspor bekam, sagte er zu und unterschrieb bis zum Saisonende.
Zum Sommer 2014 wechselte er zum Drittligisten Yeni Malatyaspor. Mit diesem Verein erreichte er am 34. Spieltag der Saison 2014/15, dem letzten Spieltag der Saison, die Meisterschaft und damit den Aufstieg in die TFF 1. Lig. Zur Saison 2015/16 wechselte er wieder zu Karşıyaka SK. Eine halbe Saison später zog er zum Drittligisten Fethiyespor weiter. Nach 6 Einsätzen dort beendete er seine Karriere.

## Erfolge
Mit Diyarbakırspor
- - Vizemeister der TFF 1. Lig und Aufstieg in die Süper Lig: 2008/09

Mit Samsunspor
- Vizemeister der TFF 1. Lig und Aufstieg in die Süper Lig: 2010/11

Mit Yeni Malatyaspor
- Meister der TFF 2. Lig und Aufstieg in die TFF 1. Lig: 2014/15